# Рэпнесс

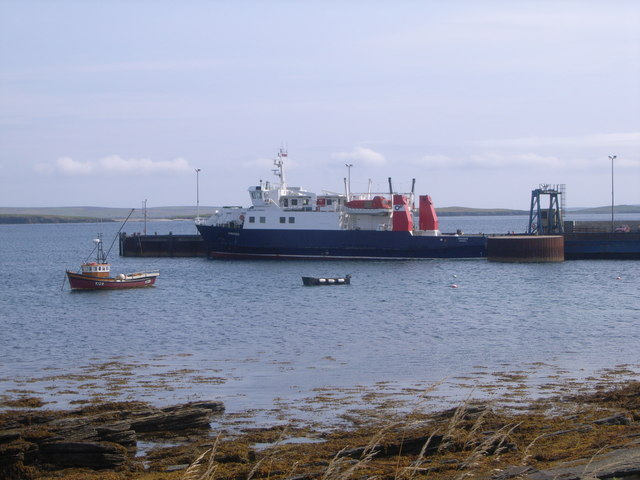
Паром у пристани Рэпнесса.

Рэпнесс (англ. Rapness) — небольшая деревня на острове Уэстрей в архипелаге Оркнейских островов.

## География
Расположена в юго-восточной части острова.

## Экономика
Паромы компании Orkney Ferries, ежедневные рейсы в Керкуолл и еженедельные на остров Папа-Уэстрей.
Автодорога «B9066» ведёт в деревню Пироволл в северо-западной части острова.